# One Night’s Anger
«One Night’s Anger» (алб. Zemërimi i një nate, рус. Гнев ночи) — песня в исполнении албанской певицы Херцианы Матмуя, с которой она представила Албанию на конкурсе песни «Евровидение-2014». Авторами песни являются Дженти Лао и Джорго Папинджи.